# جورج ميلر (لاعب كريكت)
جورج ميلر (19 أغسطس 1929 في المملكة المتحدة - 2017) (بالإنجليزية: George Miller)‏ هو لاعب كريكت بريطاني.

## وصلات خارجية
- جورج ميلر على موقع إي آس بي آن كريك إنفو (الإنجليزية)